# Filharmonisch Orkest van Moskou

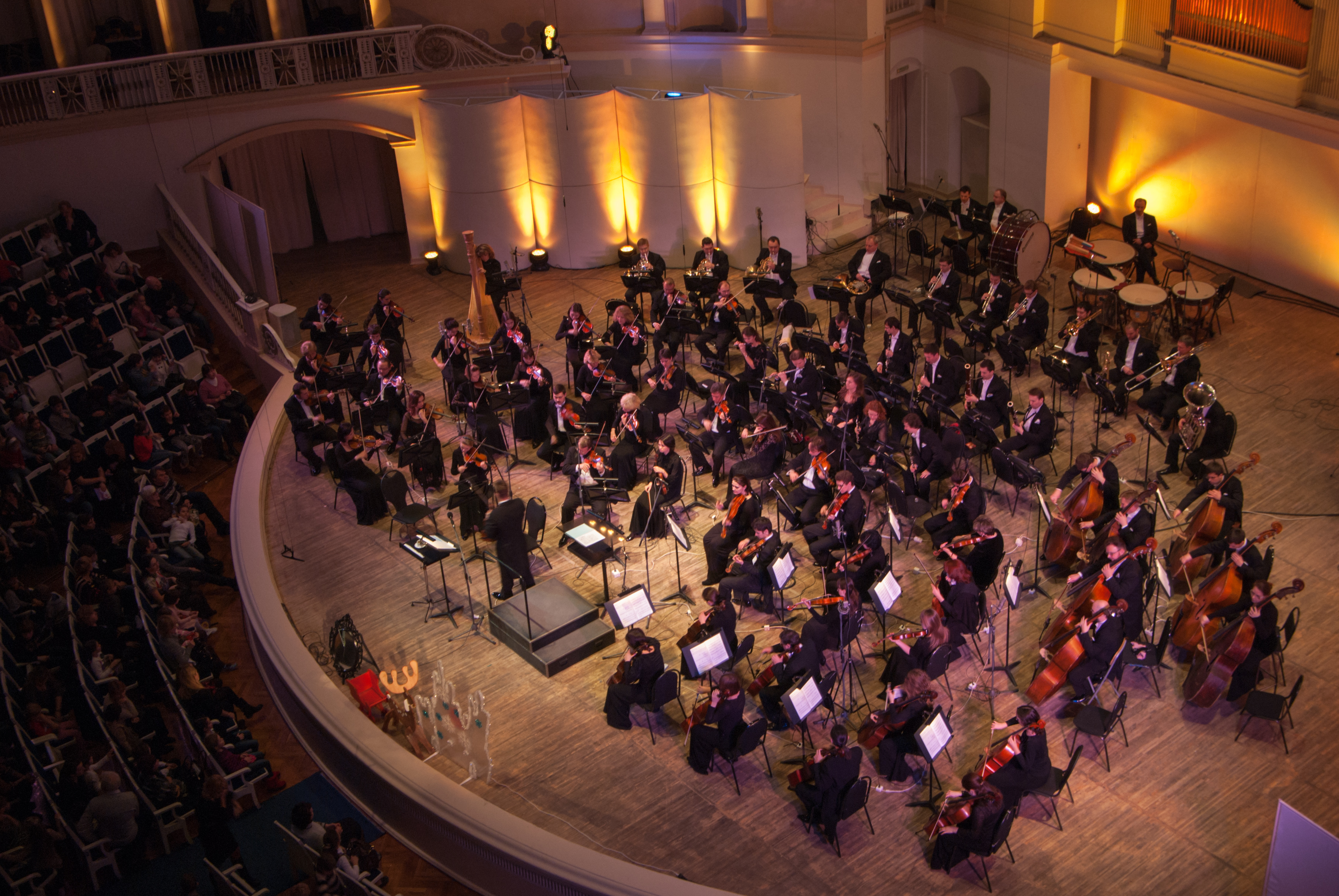
Filharmonisch Orkest van Moskou

Het Filharmonisch Orkest van Moskou (Академический симфонический оркестр Московской филармонии) is een Russisch symfonieorkest  dat in 1951 werd opgericht door Samoeil Samosoed, eerste dirigent van het Bolsjojtheater.
Oorspronkelijk lag het in de bedoeling dat het orkest voornamelijk opera’s zou uitvoeren op de Russische radio. Het is vooral bekend geworden gedurende de tijd dat Kirill Kondrasjin er eerste dirigent was. Hij voerde onder meer de première uit van zowel Sjostakovitsj's Vierde als Dertiende symfonie. De eerste Internationale Tsjaikovski Wedstrijd in 1958 werd mede door de aanwezigheid van het orkest mogelijk gemaakt. In de jaren zestig maakte het zijn eerste internationale tournees. Onder de vele gastdirigenten die met het orkest uitvoeringen gegeven hebben zijn Igor Stravinsky, Zubin Mehta, Igor Markevitsj, Lorin Maazel, Kurt Sanderling en Krzysztof Penderecki.
Het orkest heeft meer dan honderd opnamen gemaakt.

## Eerste dirigenten
- Joeri Simonov (1998 -)
- Mark Ermler (1996-1998)
- Vasili Sinajski (1991-1996)
- Dmitri Kitajenko (1976-1990)
- Kirill Kondrasjin (1960-1975)
- Samoeil Samosoed (1951-1957)